# Blanchard Nunataks
Blanchard Nunataks – nunataki na południowym krańcu Gutenko Mountains w środkowej Ziemi Palmera w południowej części Półwyspu Antarktycznego. 
Blanchard Nunataks zostały sfotografowane podczas lotów zwiadowczych w latach 1966–1969. Ich mapę sporządził United States Geological Survey w 1974 roku. Ich nazwa upamiętnia Lloyda G. Blancharda z amerykańskiej National Science Foundation, asystenta edytora Antarctic Journal of the United States w latach 1973–1978.    